# Кордуена
Кордуена или Гордиена је била античка земља народа Кардухи на северу Месопотамије, односно на подручју данашње југоисточне Турске и северног Ирака. У данашњој литератури се називи Кордуена и Кардухи идентификују са Курдистаном и Курдима, односно, мисли се да је Кордуена била пракурдска држава. Кордуена је у једном делу своје историје уживала независност (од 189. до 90. п. н. е.), док је током већег дела историје била под врховном влашћу Римског царства.
Кардухи се спомињу 401. п. н. е. као народ који настањује планине северно од реке Тигар. У 1. веку п. н. е. Кордуена је била под врховном влашћу Јерменије, а 69. п. н. е. је Зарбиенус, краљ Кордуене, тајно планирао побуну против јерменског краља, преговарајући са Римљанима о њиховој помоћи. Међутим, овај план је откривен и Јермени су убили Зарбиенуса. Након тога, Римљани су заузели подручје Кордуене, која је постала зависна римска држава. 
Касније над Кордуеном власт наизменично успостављају Рим, Персија, Јерменија и Византија, све до арапског освајања у 7. веку.

## Краљеви Кордуене
- Зарбиенус, 1. век п. н. е.
- Манисарус, 115. године
- Ардашир, 340-те. године
- Јовиниан, 359. године